# 네트워크 디바이스 인터페이스
네트워크 디바이스 인터페이스(Network Device Interface, NDI)는 뉴텍이 개발한 로열티 제약이 없는 표준의 하나로서, 비디오 호환 제품들이 고품질의 낮은 레이턴시 방식으로 방송 품질의 동영상을 주고받을 수 있게 하며, 프레임이 정확하므로 생방송 환경에서의 스위칭을 위해 적절하다. 이 프로토콜은 매우 안정적으로 설계되어 있으며 수많은 네트워크 연결 비디오 장치들에 사용된다. 100만 명 이상의 NDI 사용자들에 의해 널리 채택되어 설치되었다.

## 기술
NDI는 NDI 코덱을 사용하여 기가비트 이더넷을 통해 실행되도록 설계되었다. 일반적으로 약 100Mbit/s의 VBR 데이터 속도로 1080i HD 비디오를 제공한다.
기본적으로 NDI는 mDNS(Bonjour/Zeroconf) 검색 메커니즘을 사용하여 근거리 통신망에서 소스를 광고하므로 NDI 수신 장치는 자동으로 해당 소스를 검색하고 제공할 수 있다. 또한 mDNS 없이 서브넷 전체에서 작업을 허용하는 2개의 다른 검색 모드(NDI 액세스, NDI 검색 서버)를 지원한다. 소스는 NDI 송신 호스트의 포트 범위에서 임의로 선택된 TCP 포트를 사용하여 생성된다. 소스가 요청되면 NDI 수신기가 NDI 송신기에 연결되는 적절한 포트에 TCP 연결이 설정된다. NDI 3.x에는 TCP 대신 FEC(순방향 오류 수정)가 포함된 UDP 멀티캐스트 또는 유니캐스트를 사용할 수 있는 옵션이 있으며 링크 집계를 사용하지 않고도 여러 네트워크 인터페이스 컨트롤러(NIC)에 걸쳐 스트림을 로드 밸런싱할 수 있다. NDI 4.0에는 다중 TCP 연결이 도입되었다.
NDI는 비디오, 다중 채널 비압축 오디오 및 메타데이터를 전달한다. 메타데이터 메시지는 양방향으로 전송될 수 있으므로 발신자와 수신자가 XML 형식의 임의 메타데이터와의 연결을 통해 서로 메시지를 보낼 수 있다. 이 방향성 메타데이터 시스템은 소스에 피드백되는 활성 탈리 정보와 같은 기능을 통해 방송 중(프로그램/미리보기)임을 이해할 수 있다. 또한 NDI를 통해 발신자는 연결된 수신기 수를 확인할 수 있으므로 연결된 NDI 수신기 클라이언트가 없을 때 불필요한 처리 및 네트워크 대역폭 활용을 건너뛸 수 있다. NDI 수신기는 비디오가 필요하지 않은 오디오 전용 또는 메타데이터 전용 연결과 같은 기능을 지원하기 위해 다양한 스트림 조합에 연결하도록 선택할 수 있다.
NDI 소프트웨어 개발 키트(SDK)는 윈도우, 리눅스 및 macOS에서 사용할 수 있으며 iOS, tvOS, 안드로이드, 라즈베리 파이 및 FPGA에도 이식되었다. 표준 NDI SDK는 로열티 없는 독점 라이선스를 통해 사용할 수 있다. NDI 어드밴스트 SDK는 상용 라이선스를 통해 OEM에게 압축 데이터 및 기타 기능에 대한 직접 액세스를 제공한다.

## 역사
NDI는 2015년 9월 8일 뉴텍에 의해 공개되었으며 그 주 암스테르담의 IBC 방송 전시회에서 시연되었다. NDI를 사용한 최초의 기기는 NewTek TriCaster였으며 비전 믹서로부터의 4개의 출력 피드와 SDI 입력 각각의 NDI 피드를 전달하였다. TriCaster는 다른 장치들로부터 최대 2개의 NDI 소스를 받을 수도 있다. (나중 릴리스에서 12개까지 증가하였으며, 뉴텍의 IP 시리즈에서 최대 44개까지 지원).
| 버전 | 출시일      | 기능/개선 |
| ---- | ----------- | --- |
| 1.0  | 2016년 4월  | 최초 릴리스 |
| 2.0  | 2016년 9월  | 액세스 매니저를 통한 크로스 서브넷 지원, ARM 인코딩 지원, iOS SDK |
| 3.0  | 2017년 7월  | NDI-HX 지원, FEC 멀티캐스트 트랜스포트 옵션, PTZ 지원. |
| 3.5  | 2018년 6울  | FEC를 이용한 유니캐스트 UDP 트랜스포트 방식을 기본값으로 사용. |
| 3.6  | 2018년 7월  | 패킷 레벨 본딩 개선. |
| 3.7  | 2018년 9월  | 감지 기능 개선. |
| 3.8  | 2018년 11월 | 성능 개선, FPGA 개발용 NDI 임베디드 SDK. |
| 4.0  | 2019년 9월  | 멀티TCP 트랜스포트 모드, HDR 16비트 지원, 네이티브 동기 녹화, 디스커버리 서버, NDI HX2 |
| 4.1  | 2019년 11월 | 성능 개선. |
| 4.5  | 2020년 3월  | 새로운 다중 TCP 구현체, NDI-HX와의 더 낮은 레이턴시, 방화벽 규칙을 위한 예측 가능한 포트 번호, 코덱 품질 개선. |
| 4.6  | 2020년 11월 | NVENC를 사용하여 PC에서 NDI-HX2 인코딩 지원 가능. |
| 5.0  | 2021년 7월  | 신뢰할 수 있는 UDP 전송, 다수의 디스커버리 서버 지원, NDI 5 Tools (Bridge, Remote, Audio Direct, FCP-X output) |
| 5.1  | 2022년 2월  | NDI 브리지 개선, 디스커버리 서버의 DNS 이름 지원, SDK 개선. |
| 5.5  | 2022년 8월  | NDI 라우터, 4K 영상의 NDI 웹캠 4개 입력 지원, NDI 리모트의 토크백 및 데스크톱 공유 기능 추가, 시스템 시작 시 애플리케이션 자동 시작, NDI 프리오디오 명령 줄 도구(SDK에 포함) 제공.                                                                                      |
| 6.0  | 2024년 4월  | NDI HDR 메타데이터에 대한 사양이 추가되었고, 16비트 컬러 형식에 대한 지원이 개선되었으며, 리눅스용 NDI Bridge 유틸리티, macOS의 비디오 모니터에 대한 NDI-KVM 지원, macOS용 NDI 라우터, 윈도우용 NDI Studio Monitor가 HDR 지원으로 디스플레이 및 녹화 기능이 향상되었다. |
| 6.1  | 2024년 12월 | NDI Bridge 개선, NDI Bridge 서비스, FPGA 플랫폼에서 사용 가능한 16비트 컬러 형식, NDI Advanced SDK의 동적 대역폭 조정 API. |